# 伊藤由里子
伊藤由里子（1968年12月16日－）是日本女子有氧體操運動員與教練。

## 經歷
伊藤由里子出生於愛知縣常滑市，畢業於中京女子大學短期大學部體育系。
之後參加1997年世界有氧體操錦標賽獲得亞軍銀牌、1998年世界有氧體操錦標賽獲得冠軍金牌、1999年世界有氧體操錦標賽獲得冠軍金牌、2000年世界有氧體操錦標賽獲得第六名、2002年世界有氧體操錦標賽獲得冠軍金牌、2004年世界有氧體操錦標賽獲得第八名。

## 外部連結
- 伊藤由里子官方網站 （页面存档备份，存于）
- 伊藤由里子網誌 （页面存档备份，存于）